# Bagáyevskaya
Bagáyevskaya (del ruso: Бага́евская) es una stanitsa del óblast de Rostov, en el sur de Rusia, centro administrativo del raión homónimo. Está situada en la orilla izquierda del río Don, frente a la isla Buyán, a 76 km por carretera al nordeste de Rostov del Don. Su población en 2010 alcanzaba los 15.459 habitantes.
Es centro del municipio Bagáyevskoye, al que pertenecen Belianin, Golye Bugrí, Krasnodonski, Fedúlov, Dachni y Zadonski. Por el territorio del municipio pasan los ríos Don, Podpolnaya, Mánych Occidental y el Susat (distributario del río Sal y del río Don).

## Historia
Según algunos etnógrafos, los primeros habitantes del emplazamiento de la stanitsa de cosacos del Bajo Don, situada junto a una isla del río Don, fueron los jázaros, y más tarde los calmucos y los tártaros, que acabarían cristianizados con la progresiva expansión rusa.
La stanitsa fue mencionada por primera vez en 1672 como Bagáyevski Gorodok (gorodok, "fuerte" sería el estatus que tendrían los asentamientos cosacos hasta el siglo XVIII), señalada en su descenso del Don por el atamán Frol Mináyev entre Beserguenevskaya y Mánychskaya. En 1647 se discutió en Moscú la construcción de un fuerte en isla de Bagay, conocida por documentos de 1648, que es considerada la fecha oficial de construcción de la stanitsa. En 1667 visitó la localidad el viajero otomano Evliya Çelebi, que la describe. Los asentamientos cosacos del Don eran pequeños fuertes con murallas de tierra que se encontraban en puntos estratégicos de los grandes ríos, como el Don, el Donets o el Medvéditsa, por ser adecuado para la artesanía y la defensa de las incursiones. Figura entre las localidades en las que actuaron los ejércitos rusos tanto en las persecuciones contra los viejos creyentes (1688) como en la rebelión de Bulavin (1707).

### sigloXIX
Originalmente, la stanitsa estaba situada en la orilla derecha del río, pero a causa de las frecuentes crecidas que afectaban a la población y merced a la expulsión de tártaros y nogayos del actual jútor Fedúlov y del kurgán Maliubashev, que obstaculizaban los trabajos agrícolas y el desarrollo ganadero de los cosacos, fue trasladada a su emplazamiento actual en la orilla izquierda, más alta, en 1805. La primera iglesia en el emplazamiento de la orilla izquierda fue consagrada el 23 de abril de ese año, por lo que el traslado pudo llevarse a cabo antes. El nuevo emplazamiento se estableció sobre tres islas: en la norte se situó el "barrio" de Zalopatenka, en la central, el núcleo principal de la stanitsa, y en la sur, el "barrio" de Rogachovka. En 1823 en la localidad había una iglesia de madera (la única construcción de ladrillo era la administración de la localidad), tres casas privadas de piedra y 326 de madera, ocho molinos de agua y cuatro de viento, y cuatro fábricas que se dedicaban a la salazón y el ahumado de pescado. En las décadas de 1820 y 1830 se empezó a nombrar oficialmente las calles de la localidad.
Según datos de 1875 a la administración de Bagáyevskaya pertenecían los jútores Fedúlov, Yolkin, Yefrémov, Platov, Vesioli y Sporni. La localidad contaba con alrededor de 6 000 habitantes y 911 hogares. Las tierras agrícolas pertenecientes a la localidad sumaban 10 desiatinas. La stanitsa producía pan que se vendía en las ciudades de Novocherkask, Rostov, Najicheván del Don, Shajty y otras, así como productos hortícolas (era conocida por las sandías y las uvas -de la variedad Pujliakovski- cultivadas en las fértiles tierras junto al Don). Como conexión entre las dos orillas existía un puente flotante que se abría para dejar paso a las embarcaciones, y junto a él se situaba la plaza de mercado, donde se celebraban ferias dos veces al año.

### sigloXX
Bagáyevskaya era parte del ókrug de Cherkask del óblast del Voisko del Don. Los cosacos de la stanitsa, a comienzos del siglo XX, servían el Regimiento Cosaco de la Guardia Lieib de Sus Majestades, entre otros. El poder administrativo de la stanitsa correspondía al atamán, que era electivo. No existía tribunal en la localidad, sino que se desplazaba desde Beserguenevskaya. Antes de la Revolución de octubre de 1917, en la stanitsa había tres escuelas parroquiales, dos de ellas masculinas. 
Durante el primer establecimiento del poder soviético en el Don (de febrero a mayo de 1918) se dio un cambio en la relación entre los cosacos y los bolcheviques. En marzo se daban las primeras insurrecciones cosacas en varias stanitsas, por lo que fueron enviados destacamentos punitivos a las stanitsas de más allá del Don del ókrug de Cherkask -Yegorlíkskaya, Kagalnitskaya y Jomutóvskaya. Con la ayuda de los cosacos de Mánychskaya y Bagáyevskaya, los sublevados consiguieron rechazar a los bolcheviques. En mayo de 1918 los cosacos sublevados, dirigidos por el atamán electo Piotr Krasnov, habían conseguido eliminar la presencia bolchevique en la zona. Los cosacos de Bagáyevskaya se unieron al Ejército del Don.
En febrero de 1920 el frente de la Guerra Civil Rusa llegaba al Bajo Don. Desde el 21 de febrero se daban combates entre la caballería roja de Dumenko y la caballería blanca de los cosacos del Don y del Terek de Gusélshchikov. Tras la derrota de los últimos en Mánychskaya, y la consiguiente retirada de los restos del Ejército del Don y del Ejército de Voluntarios hacia Novorosíisk, en marzo fue restablecido el poder soviético en la stanitsa.
Como consecuencia de las diversas reestructuraciones administrativas, Bagáyevskaya formó parte del óblast del Don (1920-1924), del Óblast del Sudeste (1924), del krai del Cáucaso Norte (1924-1937) y del óblast de Rostov. En 1924 fue creado el raión de Bagáyevskaya. 
En 1929 fueron organizados los koljoses Put Ílicha ("Vía de Ílich"), Imeni Ílich ("En el nombre de Ílich") y el koljós de pescadores Za Rodinu ("Por la Patria").
En otoño de 1932 para superar las dificultades derivadas de la organización de los acopios de grano en el krai del Cáucaso Norte, se formó una comisión del Comité Central del Partido Comunista de la URSS, encabezada por Lázar Kaganóvich. Como consecuencia de la decisión de la oficina territorial del partido, gran parte de la población de dieciséis stanitsas del krai fue deportada a regiones más al norte (Poltávskaya, Medvédovskaya, Urúpskaya y Bagáyevskaya, entre otras). Según el historiador y escritor Roi Medvédev, trasladaron a todos los habitantes en general, incluidos pobres y koljosianos, poblándose las stanitsas con campesinos de otras regiones. En relación con el proceso de colectivización en la Unión Soviética se dieron dos hambrunas en las tierras del Don: 1921-1922, y 1932-1933.
Con el inicio de la Gran Guerra Patria, el comisariado regional militar de Bagáyevskaya inició la movilización de los habitantes de la stanitsa que transportaban los abastecimientos con telegas hasta Novocherkask o en buque de vapor a Rostov del Don. En otoño de 1941 se formó en la localidad un batallón antisaboteadores. A mediados de julio de 1942 comenzaron los bombardeos de la aviación alemana, y se encargó de la defensa a la 110.ª División de Caballería Calmuca del Ejército Rojo, pero no pudieron evitar la ocupación de la localidad por las tropas de la Wehrmacht. 
El 7 de enero de 1943 dio comienzo la liberación del raión de Bagáyevskaya. Los combates más encarnizados se dieron en la línea formada por los jútores Tuzlúkov, Usman, Arpachín y la stanitsa Mánychskaya, y más cerca de la línea del Don, los jútores Saraí, Kalinin y Yolkin y la stanitsa Bagáyevskaya. El 10 de febrero de ese año el raión era liberado por completo, operación en la que perdieron la vida 15.300 soldados y oficiales del Ejército Rojo, que fueron inhumados en 27 fosas comunes en el raión.

## Demografía
| 1875 | 1959 | 1970   | 1979   | 1989   | 2002   | 2010   |  |
| ---- | ---- | ------ | ------ | ------ | ------ | ------ |  |
| 6000 | 9118 | 11 831 | 12 741 | 13 608 | 15 275 | 15 459 |  |

## Transporte

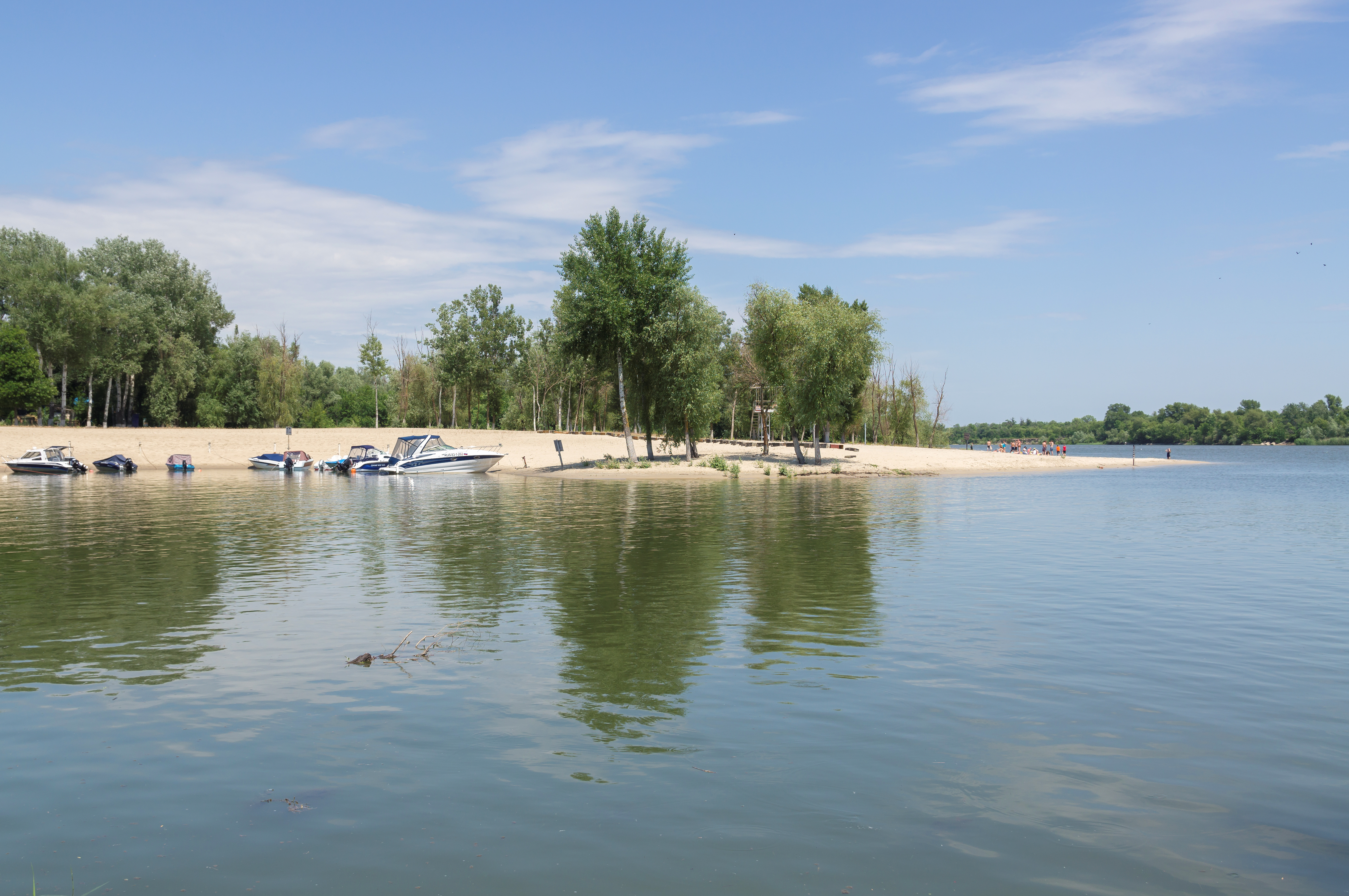
Río Don, Bagáyevskaya

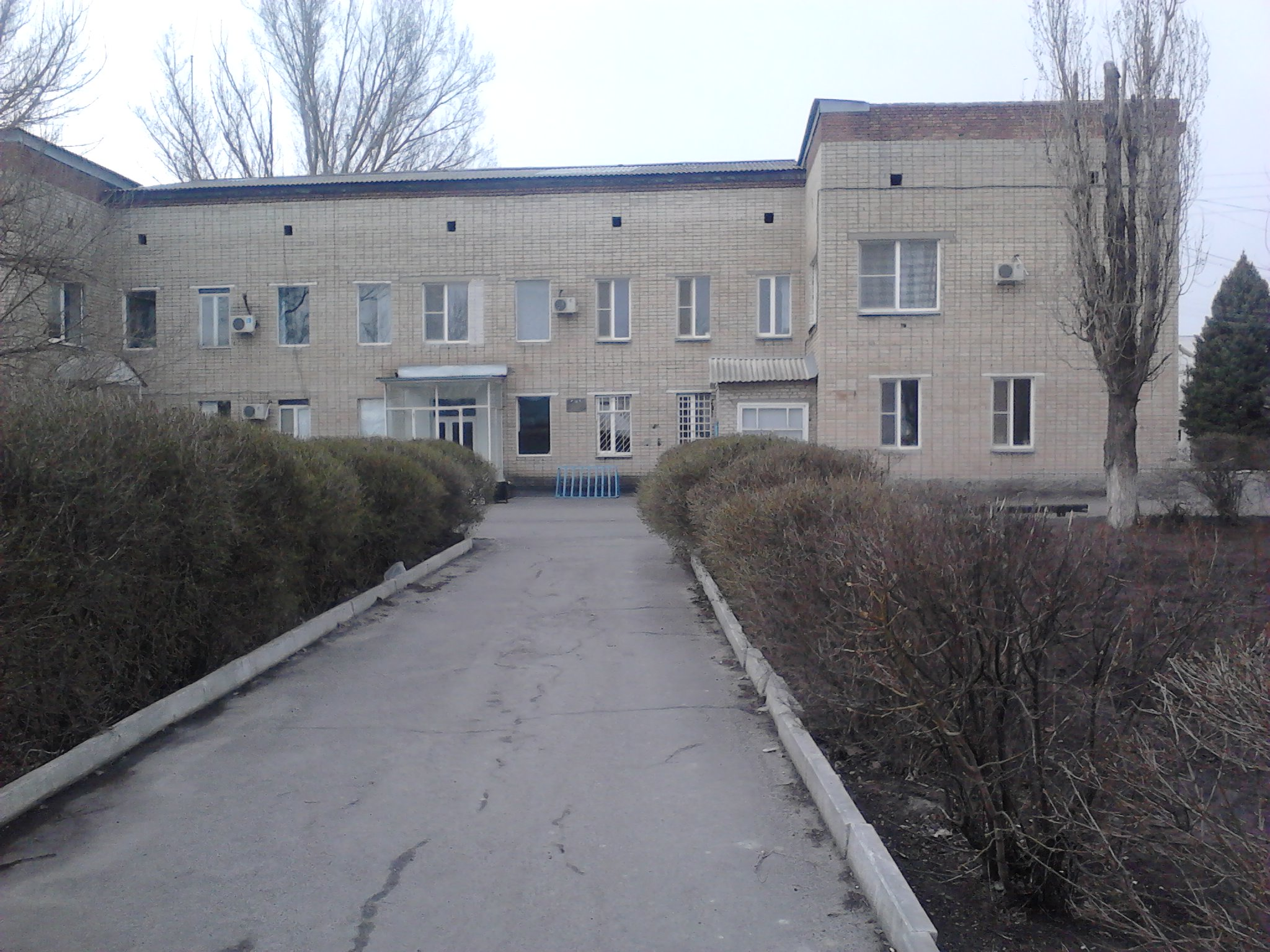
Hospital del raión de Bagáyevskaya.

Desde la estación de autobuses de la stanitsa se puede viajar a Rostov del Don, Novocherkask y localidades del raión. La localidad cuenta con una línea de autobús urbano.
La estación de ferrocarril más cercana se halla 34 km al noroeste, en Novocherkask.
Un servicio de transbordador se ocupa del paso de vehículos a la otra orilla del Don, por la carretera 60K-38, entre Novocherkask y Bagáyevskaya, donde enlaza con la 60K-4 entre Bataisk y Volgodonsk.

## Cultura, educación y salud
En Bagáyevskaya hay tres escuelas de enseñanza media (n.º 1, 2, y 3), 16 bibliotecas, una Casa de Cultura del Raión, una escuela infantil de arte, un museo de historia de los cosacos del Don, un polideportivo con piscina y un gimnasio.
En la stanitsa se halla el hospital central del raión con 155 camas, una policlínica y servicios estomatológicos y farmacéuticos.

## Religión

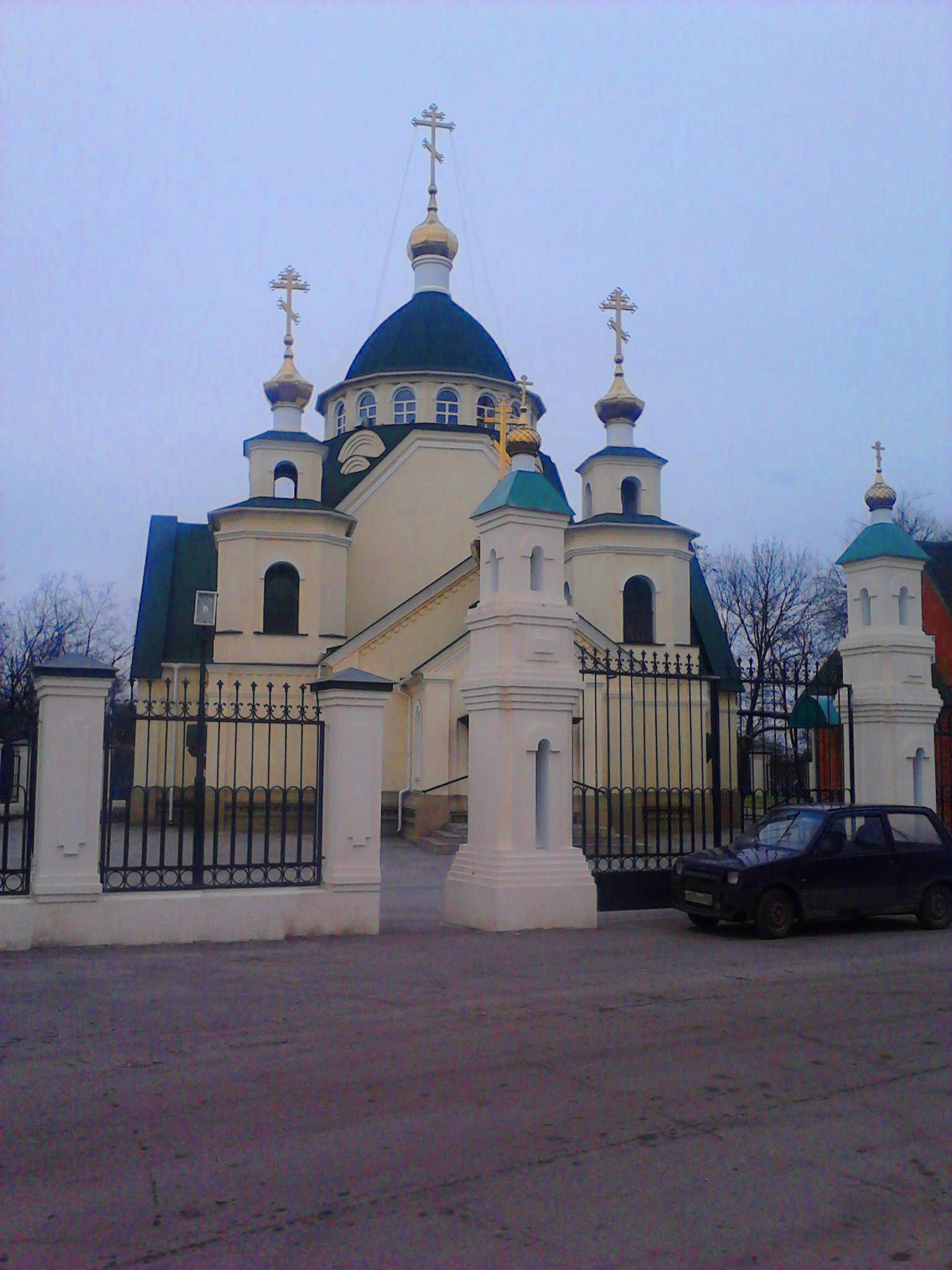
Iglesia de San Nicolás de Bari (Nikolái Chudotvorets).

En la calle Kírov se halla la iglesia de San Nikolái Chudotvorets (San Nicolás de Bari). En la stanitsa hay además una capilla al Icono de Smolensk de la Madre de Dios, una mezquita y una casa de oración. Hay tres cementerios.

## Ciudadanos ilustres nacidos en la localidad
- Nikolái Semizórov (1924-1999), constructor soviético, director de Kúibyshevguidrostroi, Héroe del Trabajo Socialista y diputado del Sóviet Supremo de Rusia.